# Yvette Gregušová
Yvette Gregušová je slovenská zpěvačka.
Ivetka Gregušová vystupuje na pod uměleckým jménem Yvette Gregušová. Jedná se o dceru na Slovensku populárního zpěváka Jána Greguše .
Již jako osmiletá nazpívala píseň Veľmi ťa ľúbim, mama. Text k písni napsal Ján Greguš a hudbu k ní složili Ján Greguš spolu s Pavlem Zajáčkem. Tato píseň vyšla na albu Ján Greguš a Ivetka Gregušová - Láska z neba. Píseň Veľmi ťa ľúbim, mama hrají na několika slovenských rádiích v relaci pro jubilanty, kde ji lidé často dávají hrát pro potěšení svým blízkým. Nazpívala i píseň Ocko môj, tato píseň vyšla na albu Ján Greguš a Yvette.
Spolu s otcem Jánem nazpívali vícero písní. Je možné zmínit některé z nich, například – Pieseň pre Ivetku, která vyšla na albu Ján Greguš - Láska z neba, Ježiško spi na albu Ján Greguš - Láska, nádej, spása a Zvoňte zvony na albu Ján Greguš a Yvette.
Účinkovala na mnoha pódiích mimo jiné i v relaci STV – Objavy Majstra N, určenou pro děti.
Tato mladá zpěvačka pokračuje ve šlépějích svého otce Jána Greguše a stejně jako on se svými písničkami snaží potěšit srdce mnoha lidí.

## Diskografie
- 2001 Ján Greguš a Yvette – RB-Radio Bratislava
- 1999 Ján Greguš - Láska, nádej, spása – Relax ag.
- 1998 Ján Greguš a Ivetka Gregušová - Láska z neba – RB-Radio Bratislava

## Seznam písní
- Název písně – duet – (autor hudby / autor textu)
- Ježiško spi – Iveta Gregušová a Ján Greguš – (h:Wolfgang Amadeus Mozart/t:)
- Zvoňte zvony – Yvette Gregušová a Ján Greguš – (Ján Greguš / Gustáv Hupka)
- Ocko môj – (Ján Greguš a Borivoj Medelský / Ján Greguš)
- Pieseň pre Ivetku (Ballade pour Adeline) – Ivetka Gregušová a Ján Greguš – (Paul De Senneville / Peter Guldan, Ján Greguš)
- Veľmi Ťa ľúbim, mama – (Pavel Zajáček, Ján Greguš / Ján Greguš)